# Sportverein Wacker Burghausen 2011-2012
Questa voce raccoglie le informazioni riguardanti lo Sportverein Wacker Burghausen nelle competizioni ufficiali della stagione 2011-2012.

## Stagione
Nella stagione 2011-2012 il Wacker Burghausen, allenato da Rudolf Bommer e Reinhard Stumpf, concluse il campionato di 3. Liga al 6º posto.

## Rosa
| N. |                     | Ruolo | Calciatore           |
| -- | ------------------- | ----- | -------------------- |
| 1  | Germania (bandiera) | P     | René Vollath         |
| 2  | Germania (bandiera) | D     | Mounir Chaftar       |
| 3  | Germania (bandiera) | C     | Ronald Schmidt       |
| 4  | Germania (bandiera) | D     | Fabian Aupperle      |
| 5  | Germania (bandiera) | D     | Josef Çınar          |
| 6  | Germania (bandiera) | D     | Alexander Eberlein   |
| 7  | Germania (bandiera) | C     | Christian Holzer     |
| 7  | Germania (bandiera) | A     | Sahr Senesie         |
| 8  | Germania (bandiera) | A     | Sebastian Glasner    |
| 9  | Germania (bandiera) | A     | Nicky Adler          |
| 10 | Marocco (bandiera)  | C     | Youssef Mokhtari     |
| 13 | Germania (bandiera) | C     | Sebastian Zielinsky  |
| 14 | Germania (bandiera) | D     | Christoph Burkhard   |
| 15 | Germania (bandiera) | C     | Markus Grübl         |
| 16 | Nigeria (bandiera)  | D     | Darlington Omodiagbe |
| 17 | Germania (bandiera) | C     | Heiko Schwarz        |

| N. |                         | Ruolo | Calciatore            |
| -- | ----------------------- | ----- | --------------------- |
| 18 | Germania (bandiera)     | P     | Christopher Pfeiffer  |
| 19 | Austria (bandiera)      | A     | Yunus Karayün         |
| 20 | Germania (bandiera)     | C     | Christian Brucia      |
| 21 | Germania (bandiera)     | C     | Maxi Thiel            |
| 22 | Germania (bandiera)     | D     | Marco Holz            |
| 23 | Germania (bandiera)     | D     | Thomas Leberfinger    |
| 24 | Germania (bandiera)     | C     | Matthias Heidrich     |
| 25 | Germania (bandiera)     | C     | Tobias Huber          |
| 27 | Germania (bandiera)     | C     | Harald Bonimeier      |
| 28 | Germania (bandiera)     | P     | Manuel Schönhuber     |
| 29 | Germania (bandiera)     | C     | Patryk Mrowca         |
| 32 | Germania (bandiera)     | A     | Fajton Celani         |
| 34 | Germania (bandiera)     | D     | Tobias Schröck        |
| 34 | Germania (bandiera)     | C     | Maurice Müller        |
| 35 | Austria (bandiera)      | D     | Moritz Sommerauer     |
|    | RD del Congo (bandiera) | C     | Thierry Mukuta Kiesse |

## Organigramma societario
Area tecnica
- Allenatore: Reinhard Stumpf
- Allenatore in seconda: Georgi Donkov
- Preparatore dei portieri: Max Urwantschky
- Preparatori atletici:

## Calciomercato

### Sessione estiva
| Acquisti | Acquisti          | Acquisti                 | Acquisti |
| R.       | Nome              | da                       | Modalità |
| -------- | ----------------- | ------------------------ | -------- |
| A        | Nicky Adler       | Osnabrück                |          |
| D        | Mounir Chaftar    | Eintracht Francoforte II |          |
| D        | Josef Çınar       | Eintracht Treviri        |          |
| A        | Sebastian Glasner | Erzgebirge Aue           |          |
| C        | Matthias Heidrich | Osnabrück                |          |
| C        | Youssef Mokhtari  | Metz                     |          |
| C        | Heiko Schwarz     | Energie Cottbus          |          |
| D        | Moritz Sommerauer | Ried (A)                 |          |

| Cessioni | Cessioni            | Cessioni             | Cessioni |
| R.       | Nome                | a                    | Modalità |
| -------- | ------------------- | -------------------- | -------- |
| A        | Eric Agyemang       | Arminia Bielefeld    |          |
| A        | Christian Cappek    | Erzgebirge Aue       |          |
| C        | Diego León          | Nea Salamis          |          |
| D        | Peter Hackenberg    | Magdeburgo           |          |
| D        | Sören Halfar        | Sandhausen           |          |
| C        | Björn Hertl         | Buchbach             |          |
| C        | Tobias Huber        | Wacker Burghausen II |          |
| A        | Christian Knappmann | Wuppertal            |          |
| A        | Thomas Kreß         | Schalding-Heining    |          |
| D        | Tobias Schröck      | Wacker Burghausen II |          |
| D        | Patrick Wolf        | Hessen Kassel        |          |

### Sessione invernale
| Acquisti | Acquisti        | Acquisti   | Acquisti |
| R.       | Nome            | da         | Modalità |
| -------- | --------------- | ---------- | -------- |
| D        | Fabian Aupperle | Heidenheim |          |

| Cessioni | Cessioni       | Cessioni | Cessioni |
| R.       | Nome           | a        | Modalità |
| -------- | -------------- | -------- | -------- |
| A        | Christoph Behr | Buchbach |          |

## Risultati

### 3. Liga

#### Girone di andata
| Arbitro: | Christ |

|                               |           |                                   |
| Glasner 25’, 86’ Eberlein 75’ | Marcatori | 39’ (rig.) Terranova 90’ Kullmann |

| Arbitro: | Kunzmann |

|           |           |  |
| Šimák 70’ | Marcatori |  |

| Arbitro: | Thomsen |

|           |           |            |
| Adler 35’ | Marcatori | 60’ Müller |

| Arbitro: | Schmickartz |

|               |           |             |
| Stallbaum 86’ | Marcatori | 12’ Glasner |

| Arbitro: | Alt |

|           |           |          |
| Thiel 44’ | Marcatori | 90’ Vier |

| Arbitro: | Stieler |

|            |           |            |
| Hansen 21’ | Marcatori | 52’ Brucia |

| Burghausen 27 agosto 2011, ore 14:00 CEST 7ª giornata | Wacker Burghausen | 0 – 0 referto | Aalen | Wacker-Arena (2 500 spett.)\| Arbitro: \| Göpferich \| |
| Arbitro:                                              | Göpferich         |               |       |                                                        |

| Arbitro: | Christ |

|                    |           |                                      |
| Hesse 8’ Ratei 20’ | Marcatori | 48’ Mokhtari 49’ Senesie 82’ Schwarz |

| Arbitro: | Gerach |

|                     |           |                     |
| Adler 58’ Çınar 90’ | Marcatori | 22’ Rahn 52’ Hornig |

| Wiesbaden 16 settembre 2011, ore 19:00 CEST 10ª giornata | Wehen Wiesbaden | 0 – 0 referto | Wacker Burghausen | BRITA-Arena (5 321 spett.)\| Arbitro: \| Aarnink \| |
| Arbitro:                                                 | Aarnink         |               |                   |                                                     |

| Arbitro: | Willenborg |

|               |           |                    |
| Omodiagbe 45’ | Marcatori | 72’ Schweinsteiger |

| Arbitro: | Schmickartz |

|                         |           |                            |
| Zedi 28’ Manno 45’, 60’ | Marcatori | 52’, 67’ Senesie 90’ Adler |

| Arbitro: | Schmidt |

|                                     |           |           |
| Danneberg 7’ Löning 38’, 66’ (rig.) | Marcatori | 34’ Adler |

| Arbitro: | Stieler |

|                      |           |  |
| Adler 22’ Brucia 73’ | Marcatori |  |

| Münster 29 ottobre 2011, ore 14:00 CEST 15ª giornata | Preußen Münster | 0 – 0 referto | Wacker Burghausen | Preußenstadion (6 475 spett.)\| Arbitro: \| Dittrich \| |
| Arbitro:                                             | Dittrich        |               |                   |                                                         |

| Arbitro: | Schriever |

|                         |           |             |
| Schmidt 24’ Glasner 47’ | Marcatori | 11’ Frommer |

| Arbitro: | Steinhaus-Webb |

|                        |           |                       |
| Hesse 49’ Testroet 65’ | Marcatori | 34’ Adler 71’ Glasner |

| Arbitro: | Steinberg |

|                             |           |                   |
| Eberlein 29’ Adler 55’, 69’ | Marcatori | 49’ (rig.) Tunjić |

| Arbitro: | Rohde |

|                               |           |              |
| Garbuschewski 59’ Förster 64’ | Marcatori | 51’ Mokhtari |

#### Girone di ritorno
| Arbitro: | Sönder |

|                                 |           |  |
| Terranova 8’ (rig.) Ellmann 39’ | Marcatori |  |

| Arbitro: | Jablonski |

|                                   |           |                        |
| Glasner 3’, 60’ Eberlein 53’, 70’ | Marcatori | 46’ Hähnge 50’ Zickert |

| Arbitro: | Steinberg |

|  |           |                       |
|  | Marcatori | 69’ Glasner 84’ Thiel |

| Arbitro: | Unger |

|                                        |           |            |
| Glasner 54’ Mokhtari 74’ Zielinsky 90’ | Marcatori | 24’ Wegner |

| Arbitro: | Stegemann |

|                     |           |                                    |
| Vier 53’ Stöger 57’ | Marcatori | 64’ Mokhtari 68’ Thiel 89’ Glasner |

| Arbitro: | Kempter |

|               |           |  |
| Holz 48’, 74’ | Marcatori |  |

| Arbitro: | Grudzinski |

|                           |           |  |
| Lechleiter 23’ Sauter 82’ | Marcatori |  |

| Arbitro: | Bandurski |

|              |           |          |
| Mokhtari 36’ | Marcatori | 65’ Wölk |

| Arbitro: | Dittrich |

|                    |           |                         |
| Appiah 8’ Klos 12’ | Marcatori | 19’, 23’ (rig.) Glasner |

| Arbitro: | Blos |

|                        |           |                        |
| Thiel 66’ Mokhtari 77’ | Marcatori | 38’, 83’ (rig.) Janjić |

| Arbitro: | Kircher |

|  |           |             |
|  | Marcatori | 46’ Glasner |

| Arbitro: | Fischer |

|             |           |            |
| Senesie 40’ | Marcatori | 4’ Morabit |

| Burghausen 31 marzo 2012, ore 14:00 CEST 32ª giornata | Wacker Burghausen | 0 – 0 referto | Sandhausen | Wacker-Arena (2 950 spett.)\| Arbitro: \| Petersen \| |
| Arbitro:                                              | Petersen          |               |            |                                                       |

| Saarbrücken 7 aprile 2012, ore 14:00 CEST 33ª giornata | Saarbrücken | 0 – 0 referto | Wacker Burghausen | Ludwigsparkstadion (3 878 spett.)\| Arbitro: \| Thomsen \| |
| Arbitro:                                               | Thomsen     |               |                   |                                                            |

| Arbitro: | Kunzmann |

|              |           |  |
| Aupperle 35’ | Marcatori |  |

| Arbitro: | Bandurski |

|            |           |             |
| Malura 11’ | Marcatori | 84’ Senesie |

| Arbitro: | Metzen |

|                               |           |                               |
| Mokhtari 53’ (rig.) Grübl 85’ | Marcatori | 7’ Hayer 21’ Vogler 90’ Mehic |

| Arbitro: | Aarnink |

|                                                    |           |  |
| Amachaibou 18’, 70’ Aupperle 40’ (aut.) Tunjić 61’ | Marcatori |  |

| Arbitro: | Schmidt |

|                                   |           |  |
| Senesie 44’ Mokhtari 61’ Holz 76’ | Marcatori |  |

## Statistiche

### Statistiche di squadra
| Competizione | Punti | In casa | In casa | In casa | In casa | In casa | In casa | In trasferta | In trasferta | In trasferta | In trasferta | In trasferta | In trasferta | Totale | Totale | Totale | Totale | Totale | Totale | DR |
| Competizione | Punti | G       | V       | N       | P       | Gf      | Gs      | G            | V            | N            | P            | Gf           | Gs           | G      | V      | N      | P      | Gf     | Gs     | DR |
| ------------ | ----- | ------- | ------- | ------- | ------- | ------- | ------- | ------------ | ------------ | ------------ | ------------ | ------------ | ------------ | ------ | ------ | ------ | ------ | ------ | ------ | -- |
| 3. Liga      | 57    | 19      | 9       | 9       | 1       | 34      | 19      | 19           | 4            | 9            | 6            | 21           | 28           | 38     | 13     | 18     | 7      | 55     | 47     | +8 |
| Totale       | 57    | 19      | 9       | 9       | 1       | 34      | 19      | 19           | 4            | 9            | 6            | 21           | 28           | 38     | 13     | 18     | 7      | 55     | 47     | +8 |

### Andamento in campionato
| Giornata  | 1 | 2 | 3  | 4  | 5  | 6  | 7  | 8  | 9  | 10 | 11 | 12 | 13 | 14 | 15 | 16 | 17 | 18 | 19 | 20 | 21 | 22 | 23 | 24 | 25 | 26 | 27 | 28 | 29 | 30 | 31 | 32 | 33 | 34 | 35 | 36 | 37 | 38 |
| --------- | - | - | -- | -- | -- | -- | -- | -- | -- | -- | -- | -- | -- | -- | -- | -- | -- | -- | -- | -- | -- | -- | -- | -- | -- | -- | -- | -- | -- | -- | -- | -- | -- | -- | -- | -- | -- | -- |
| Luogo     | C | T | C  | T  | C  | T  | C  | T  | C  | T  | C  | T  | T  | C  | T  | C  | T  | C  | T  | T  | C  | T  | C  | T  | C  | T  | C  | T  | C  | T  | C  | C  | T  | C  | T  | C  | T  | C  |
| Risultato | V | P | N  | N  | N  | N  | N  | V  | N  | N  | N  | N  | P  | V  | N  | V  | N  | V  | P  | P  | V  | V  | V  | V  | V  | P  | N  | N  | N  | V  | N  | N  | N  | V  | N  | P  | P  | V  |
| Posizione | 3 | 9 | 10 | 12 | 13 | 13 | 14 | 10 | 11 | 11 | 12 | 13 | 14 | 12 | 13 | 12 | 9  | 6  | 9  | 7  | 9  | 7  | 5  | 4  | 4  | 4  | 4  | 4  | 5  | 4  | 4  | 6  | 6  | 4  | 5  | 6  | 8  | 6  |

Legenda:

Luogo: C = Casa; T = Trasferta. Risultato: V = Vittoria; N = Pareggio; P = Sconfitta.

### Statistiche dei giocatori
| N. Adler       | 31 | 8  | 3  | 1 |
| F. Aupperle    | 14 | 1  | 1  | 0 |
| C. Behr        | 4  | 0  | 1  | 0 |
| H. Bonimeier   | 0  | 0  | 0  | 0 |
| C. Brucia      | 24 | 2  | 6  | 1 |
| C. Burkhard    | 38 | 0  | 5  | 0 |
| F. Celani      | 2  | 0  | 0  | 0 |
| M. Chaftar     | 32 | 0  | 2  | 0 |
| A. Eberlein    | 33 | 4  | 10 | 0 |
| S. Glasner     | 32 | 13 | 4  | 0 |
| M. Grübl       | 15 | 1  | 4  | 1 |
| M. Heidrich    | 17 | 0  | 3  | 0 |
| M. Holz        | 32 | 3  | 6  | 0 |
| C. Holzer      | 0  | 0  | 0  | 0 |
| T. Huber       | 0  | 0  | 0  | 0 |
| Y. Karayün     | 0  | 0  | 0  | 0 |
| T. Kiesse      | 0  | 0  | 0  | 0 |
| T. Leberfinger | 11 | 0  | 1  | 0 |
| Y. Mokhtari    | 31 | 8  | 6  | 1 |
| P. Mrowca      | 0  | 0  | 0  | 0 |
| M. Müller      | 7  | 0  | 1  | 0 |
| D. Omodiagbe   | 23 | 1  | 6  | 1 |
| C. Pfeiffer    | 0  | 0  | 0  | 0 |
| R. Schmidt     | 22 | 1  | 4  | 0 |
| T. Schröck     | 1  | 0  | 0  | 0 |
| H. Schwarz     | 15 | 1  | 0  | 0 |
| M. Schönhuber  | 1  | 0  | 0  | 0 |
| S. Senesie     | 23 | 6  | 3  | 1 |
| M. Sommerauer  | 3  | 0  | 0  | 0 |
| M. Thiel       | 31 | 4  | 4  | 0 |
| R. Vollath     | 37 | 0  | 5  | 0 |
| S. Zielinsky   | 10 | 1  | 2  | 0 |
| J. Çınar       | 37 | 1  | 9  | 0 |